# Jostin Tellería
Jostin Tellería Alfaro (San José, Costa Rica, 10 de abril de 2003) es un futbolista costarricense que juega como extremo izquierdo en el Puntarenas F. C. de la Primera División de Costa Rica.

## Trayectoria

### Deportivo Saprissa
Realizó su debut profesional con el equipo el 4 de noviembre de 2019 contra La U Universitarios ingresando de cambio al minuto 74', terminando el encuentro con el marcador 0-0.
Fue canterano de las categorías inferiores del Deportivo Saprissa, por lo que en el 2022, se hizo oficial su fichaje de manera profesional con el Deportivo Saprissa. Tuvo su primer partido del torneo apertura, el 16 de agosto de 2020, contra el Limón F. C., ingresando de cambio al minuto 81, cinco minutos después, Jostin anotó su primer gol con el Deportivo Saprissa y en su carrera profesional, con una victoria favorable para el Deportivo Saprissa, obteniendo la victoria contra Limón F. C. con el marcador 4-0.
El 27 de mayo de 2021, el Deportivo Saprissa se enfrentaba contra el Club Sport Herediano en la final del torneo clausura, Saprissa derrotó al Herediano en el marcador 0-1, y con el marcador global de 4-2, el Deportivo Saprissa obtenía el título del torneo clausura, aunque Jostin Tellería no estuvo convocado, los tres partidos jugados fueron suficiente para alzar su primer título de su carrera profesional con el Deportivo Saprissa.

### C. F. Intercity
El 19 de agosto de 2021 fue prestado con opción a compra de parte del Deportivo Saprissa al C. F. Intercity. Realizó su debut con el equipo contra el Real Murcia C. F., entrando al terreno de juego al minuto 78 sustituyendo a Carlos Carmona Bonet, al finalizar el partido, el equipo de Jostin caía en el marcador 0-2. 
Terminó su primera temporada con el C. F. Intercity con poca participación jugando 2 partidos, sin acumulación de goles y sumando 13 minutos, el C. F. Intercity lograba coronarse campeón de la categoría Segunda División RFEF, llegando a ascender a la Primera División RFEF, de esta manera, Jostin alzaba su segundo título de su carrera profesional junto a su compañero costarricense Fabricio Alemán.

### Sporting F. C.
El 1 de enero de 2023 fue cedido a préstamo al Sporting F. C.. El 19 de febrero realizó su debut con el cuadro josefino ante Santos de Guápiles, disputando 45 minutos en el empate 1-1. El 25 de febrero dio su primera anotación ante Puntarenas F. C., logrando abrir el marcador al minuto treinta, el encuentro finalizó con la victoria 1-2.

### Puntarenas F. C.
El 2 de enero de 2024, se oficializó su préstamo al Puntarenas F. C..

## Selección nacional

### Categorías inferiores
Fue convocado el 9 de junio de 2022 a representar a la selección sub-20 de Costa Rica de cara a las eliminatorias del Campeonato Sub-20 de la Concacaf. Debutó en el torneo el 18 de junio contra la selección de Jamaica entrando desde el banco de suplencia al minuto 91 por su compañero Jewison Bennett, al minuto 98 Jamaica empata el partido, finalizando el partido en el marcador 1-1. Volvió a jugar en el partido de octavos de final contra la selección de Trinidad y Tobago. Estuvo en el banco de suplencia en el juego inicial, en el segundo tiempo sustituyó a Josimar Alcócer en el minuto 77, un minuto después, Costa Rica anotaba el cuarto gol, finalizando 4-1, logrando ser la primera selección en clasificar a cuartos de final. El 28 de junio, Jostin se enfrentaba a la selección de Estados Unidos, estando en el banco de suplencia en el juego inicial, en el segundo tiempo entró al terreno de juego sustituyendo a Douglas Sequeira al minuto 79, al finalizar el partido, la selección de Costa Rica cae derrotada ante Estados Unidos con el marcador 2-0, sacándolos del campeonato y sin poder clasificar a la Copa Mundial Indonesia 2023.
El 23 de junio de 2023, fue convocado por el director técnico Erick Rodríguez para la nómina de los jugadores para representar a la selección de Costa Rica sub-23 en la competición de los Juegos Centroamericanos y del Caribe de 2023 con sede El Salvador.

#### Participaciones internacionales
| Competición                                  | Sede        | Resultado        | Partidos | Goles |
| -------------------------------------------- | ----------- | ---------------- | -------- | ----- |
| Campeonato Sub-20 de la Concacaf de 2022     | Honduras    | Cuartos de final | 3        | 0     |
| Juegos Centroamericanos y del Caribe de 2023 | El Salvador | Subcampeón       | 5        | 0     |

## Estadísticas

### Clubes
Actualizado al último partido jugado el 20 de febrero de 2024.
| Club                            | Div.          | Temporada     | Liga  | Liga  | Liga   | Copas nacionales | Copas nacionales | Copas nacionales | Copas internacionales | Copas internacionales | Copas internacionales | Total | Total | Total  |
| Club                            | Div.          | Temporada     | Part. | Goles | Asist. | Part.            | Goles            | Asist.           | Part.                 | Goles                 | Asist.                | Part. | Goles | Asist. |
| ------------------------------- | ------------- | ------------- | ----- | ----- | ------ | ---------------- | ---------------- | ---------------- | --------------------- | --------------------- | --------------------- | ----- | ----- | ------ |
| Deportivo Saprissa · Costa Rica |               |               |       |       |        |                  |                  |                  |                       |                       |                       |       |       |        |
| 1.ª                             | 2019-20       | 1             | 0     | 0     | —      | —                | —                | —                | —                     | —                     | 1                     | 0     | 0     |        |
| 1.ª                             | 2020-21       | 8             | 1     | 0     | 1      | 0                | 0                | 2                | 0                     | 0                     | 11                    | 1     | 0     |        |
| Total club                      | Total club    | 9             | 1     | 0     | 1      | 0                | 0                | 2                | 0                     | 0                     | 12                    | 1     | 0     |        |
| C. F. Intercity · España        |               |               |       |       |        |                  |                  |                  |                       |                       |                       |       |       |        |
| 4.ª                             | 2021-22       | 2             | 0     | 0     | —      | —                | —                | —                | —                     | —                     | 2                     | 0     | 0     |        |
| Total club                      | Total club    | 2             | 0     | 0     | 0      | 0                | 0                | 0                | 0                     | 0                     | 2                     | 0     | 0     |        |
| Sporting F. C. · Costa Rica     |               |               |       |       |        |                  |                  |                  |                       |                       |                       |       |       |        |
| 1.ª                             | 2022-23       | 13            | 1     | 0     | —      | —                | —                | —                | —                     | —                     | 13                    | 1     | 0     |        |
| 1.ª                             | 2023-24       | 9             | 0     | 0     | 2      | 1                | 0                | —                | —                     | —                     | 11                    | 1     | 0     |        |
| Total club                      | Total club    | 22            | 1     | 0     | 2      | 1                | 0                | 0                | 0                     | 0                     | 24                    | 2     | 0     |        |
| Puntarenas F. C. · Costa Rica   |               |               |       |       |        |                  |                  |                  |                       |                       |                       |       |       |        |
| 1.ª                             | 2023-24       | 8             | 1     | 0     | —      | —                | —                | —                | —                     | —                     | 8                     | 1     | 0     |        |
| Total club                      | Total club    | 8             | 1     | 0     | 0      | 0                | 0                | 0                | 0                     | 0                     | 8                     | 1     | 0     |        |
| Total carrera                   | Total carrera | Total carrera | 41    | 3     | 0      | 3                | 1                | 0                | 2                     | 0                     | 0                     | 46    | 3     | 0      |
| 1. 2. Fuente:Transfermarkt      |               |               |       |       |        |                  |                  |                  |                       |                       |                       |       |       |        |

## Palmarés

### Títulos nacionales
| Título                         | Club               | País       | Año  |
| ------------------------------ | ------------------ | ---------- | ---- |
| Primera División de Costa Rica | Deportivo Saprissa | Costa Rica | 2021 |
| Segunda División RFEF          | C. F. Intercity    | España     | 2022 |